# Sân bay Minsk-1

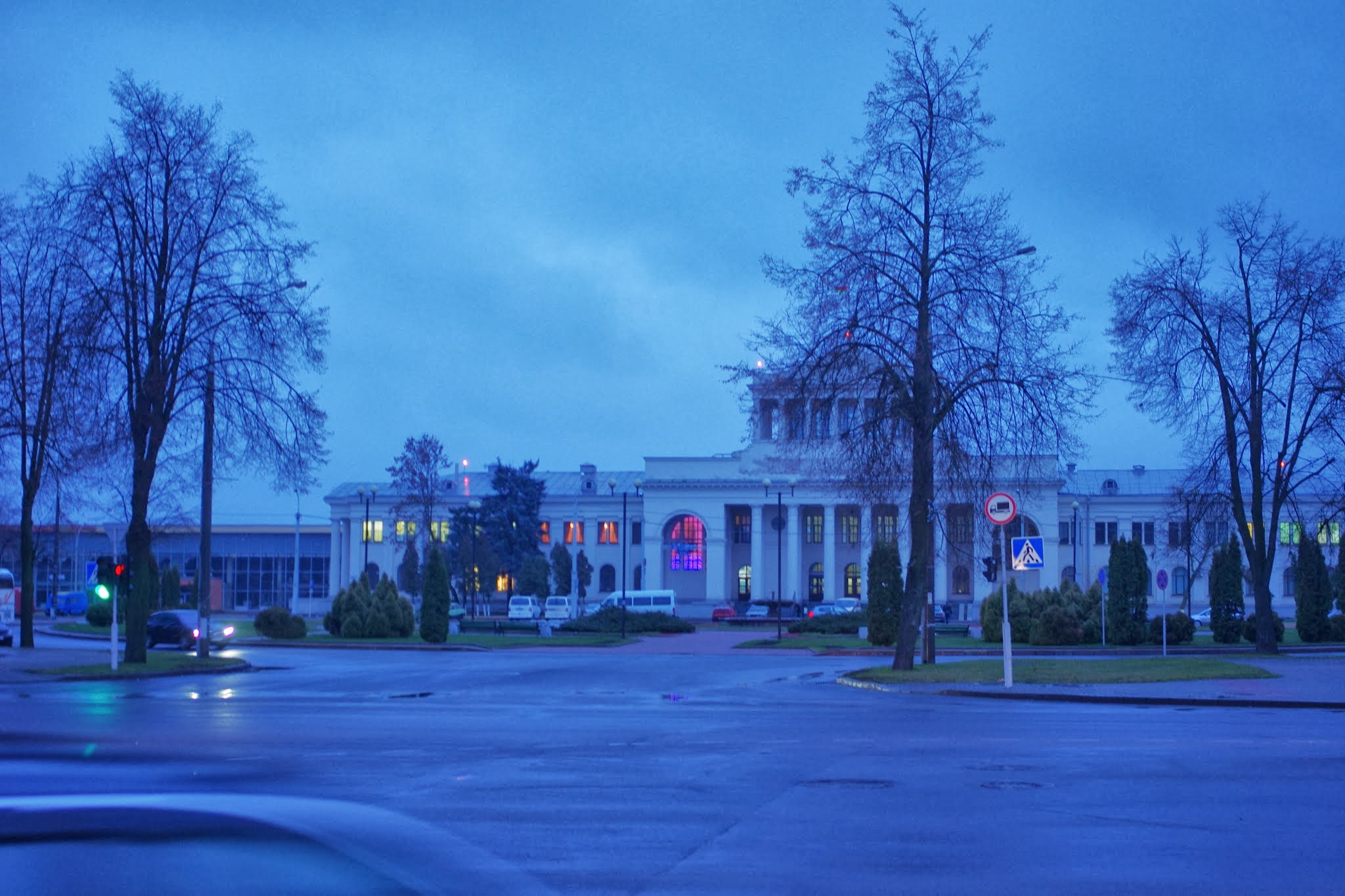
Nhà ga sân bay Minsk-1

Sân bay Minsk-1 (mã IATA: MHP, mã ICAO: Ummm) là một sân bay nằm trong giới hạn thành phố Minsk, Belarus, cự ly chỉ vài km về phía nam từ trung tâm thành phố. Mất khoảng 10 phút bằng xe hơi hoặc xe buýt để đến sân bay từ trung tâm thành phố. Nó có một đường băng 2.000 mx 60 m, cho phép máy bay có trọng lượng tối đa của 63 tấn hoạt động.
Sân bay Minsk-1 được xây dựng vào năm 1933. Chiếc máy bay đầu tiên sử dụng sân bay là một chiếc K-5. Năm 1934, máy bay Po-2 hoạt động tại sân bay. Năm 1935, các tuyến bay thường xuyên đầu tiên khởi hành từ Minsk-1 điểm đến trong vòng Belarus đã bắt đầu. Năm 1936, thư đầu tiên và hành khách chuyến bay tới Moscow được thiết lập.
Trong những năm 1970, sân bay phục vụ hơn 1.000.000 hành khách mỗi năm. Đây là sân bay lớn của Minsk trước khi sân bay Minsk-2 mới được khai trương vào năm 1982. Sân bay hoạt động hàng ngày từ 06:00 đến 17:00. Chuyến bay nội địa nối với Homel, Mogilev và Vitebsk, cũng như các chuyến bay quốc tế đường ngắn tới Kaliningrad, Kiev và Moscow. Trong tháng 2 năm 2006, người ta đã quyết định chuyển giao một xưởng sửa chữa máy bay Minsk Avia nằm trên Minsk-1 để chuyển 320 ha đất cho các cơ quan chức thành phố cho sự phát triển bất động sản.